# Sumber Agung (Rimbo Ilir)
Sumber Agung is een bestuurslaag in het regentschap Tebo van de provincie Jambi, Indonesië. Sumber Agung telt 2331 inwoners (volkstelling 2010).